# Новоузенск
Новоузенск (на руски: Новоузенск) е град в Русия, административен център на Новоузенски район, Саратовска област. Населението му към 1 януари 2018 година е 15 665 души.